# Mojito Lite
Mojito Lite es una banda de Pop Latino y Soul Colombiana que debutó en la industria musical en el año 2012. En 2012 lanzan "Versos y Versiones", su primera producción discográfica. En 2013 Nominados al latin Grammy como Mejor nuevo artista, 2015 Mejor álbum pop tradicional, 2017 mejor canción tropical (autor Jorge Luis Piloto y Raul del Sol) 2018 Mejor álbum pop tradicional.

## Trayectoria

### 2012 - Inicios, versos y versiones
En 2012 lanzan "Versos y Versiones", su primera producción discográfica.
"Fabricando Fantasías" fue el primer sencillo y logró ocupar los primeros lugares en los listados nacionales.
Su segundo sencillo fue "Amnesia" un tema con el cual lograron consolidarse como la agrupación revelación, alcanzando los primeros lugares en listados de emisoras de Colombia.
Para cerrar el ciclo de versos y versiones se lanzó el tema "Te Amo Más", logrando repetir la historia de sus anteriores sencillos, gracias al éxito de estos temas y de álbum, fueron nominados como Artista Revelación en los Premios Shock y Premios Nuestra Tierra.

### 2013 - Una Historia Para Todos
En junio de 2013 lanzan su segunda producción discográfica "Una Historia Para Todos", un álbum con 13 temas inéditos producidos por Dayhan Díaz y 13 historias que consolidaron el sonido de esta agrupación colombiana, logrando su primera nominación a los Premios Grammy Latino, como Mejor Nuevo Artista.
El sencillo "Si Te Molesta", se ubicó en los primeros lugares y permaneció por más de 60 semanas en los listados radiales. Su segundo sencillo "Por Si Mañana" logró permanecer en los listados nacionales por más de 30 semanas y definitivamente terminó de conquistar al público colombiano, siendo nominados como "Mejor Dúo o Grupo" por los premios Tu Mundo.

### 2015 - Nada es Demasiado
A finales de enero de 2015 Mojito Lite lanza "Quemando Amor", primer sencillo de su álbum "Nada es Demasiado". Este sencillo se mantuvo durante 35 semanas en los listados nacionales. Su segundo sencillo "Todo Tiene Un Final" logró gran repercusión a nivel nacional e internacional.
A partir de esto, llegó su segunda nominación a los Premios Grammy Latino 2015, cómo Mejor Álbum Pop Tradicional.

### 2016-presente
2016 estuvo marcado por el lanzamiento de "Levanta La Mano" y la campaña "Colombia Grita Gol"  de RCN Televisión.
2017 ha sido un gran año para Mojito Lite, marcados por el lanzamiento "Cuando Beso Tu Boca" canción nominada a los Premios Grammy Latino 2017 en la categoría "Mejor Canción Tropical", y por su más reciente sencillo "Mi Piel No Te Olvida", el cual tuvo un gran éxito en redes, siendo tendencia semanal en YouTube #49 y el Hashtag #SoloLosBuenosMomentos llegó a ser el #9 en lo más viral de Twitter.
Además, "Mi Piel No Te Olvida" ha contado con un gran recibimiento en radio llegando al puesto #4 en la categoría Pop.

## Integrantes

### Laura Mayolo
Cantante y compositora colombiana, nacida en Cali (Colombia), con influencias del blues, jazz y soul, estudió música en la Universidad del Valle, con énfasis en canto lírico. Exintegrante del grupo Escarcha surgido del reality show Popstars. Fue finalista de Latín American Idol programa producido por Sony Entertainment Television. Esposa de Juan Manuel Medina.

### Juan Manuel Medina
Cantante y compositor colombiano , estudió música en el conservatorio Antonio María Valencia de la ciudad de Cali, con énfasis en canto lírico. Con influencias del pop-rock y un aire flamenco en su voz. Semifinalista de Latín American Idol tercera temporada. Reconocido por su participación en escena con artistas como Franco de Vita y Gilberto Santa Rosa entre otros. Ha participado en varias producciones de teatro musical tales como Peter Pan y el Far West. Actualmente es integrante de Hombres a la Plancha y de su nuevo dúo musical Laura y Juan. Esposo de la también cantante de la banda Laura Mayolo.

### Dayhan Diaz
Trompetista, productor y director musical de Mojito Lite. Estudió en el conservatorio de La Habana  (Amadeo Roldan).

### Juan Pablo Rentería
Destacado pianista de Jazz y productor Venezolano. Estudió piano y composición clásica en la Universidad del Valle. Ha participado en numerosos festivales de jazz como “Sevijazz” , “Ajazzgo” y “Jazz al Parque” y ha trabajado con artistas como: Mariano Cívico, Tico Arnedo, Maia y Andrés Cepeda.

## Activismo social y legado
Estuvieron en la cúspide y dentro del top 20 de los artistas más fuertes de 2013, recibiendo comentarios muy positivos: “Lanzó su primer disco de temas propios, Una historia para todos y recibió su primera nominación al Grammy Latino como mejor nuevo artista. Se aleja de los ‘covers’, gana identidad”.
Fueron escogidos por la Revista Gerente como uno de los “100 líderes de la sociedad en 2013” junto a artistas como Carlos Vives y Fonseca, deportistas como La Selección Colombia y Nairo Quintana, el presidente Juan Manuel Santos y grandes personajes de la política y la Cultura de nuestro país.
Realizaron varias obras sociales, en las que con su música lograron llevar alegría a los niños beneficiados por programas como “Salvando Corazones” junto a la fundación Cardioinfantil y “Amigos del Alma” con la fundación Best Buddies Colombia.
Fueron escogidos como “embajadores” de la reconocida compañía Óptica Colombiana, con más de 88 años de trayectoria y líder en el sector de la salud visual, para ser voceros de su campaña “Para Que Sonrías Viendo”, quienes por primera vez vinculan a una agrupación musical, para liderar y concientizar sobre la importancia del uso de los lentes.

## Discografía
"Álbumes de estudio"
| Versos y Versiones                                                  | - Lanzamiento: 5 de julio de 2012 - Sello: Tokao Music - Formatos: CD, Descarga digital, DVD | 5 |
| Una Historia Para Todos                                             | - Lanzamiento: 5 de julio de 2013 - Sello: Tokao Music - Formatos: CD, Descarga digital      | 1 |
| "—" significa que el álbum no fue lanzado o no apareció en la lista |                                                                                              |   |

"Sencillos"
| "Fabricando Fantasías"                                                 | 2012 | 14 | Versos y Versiones      |
| "Amnesia"                                                              | 2012 | 4  | Versos y Versiones      |
| "Te Amo Mas"                                                           | 2012 | 7  | Versos y Versiones      |
| "Si Te Molesta"                                                        | 2013 | 1  | Una Historia Para Todos |
| "Por Si Mañana"                                                        | 2014 | 3  | Una Historia Para Todos |
| "Yo Me Cuido Sola"                                                     | 2014 | 9  | Una Historia Para Todos |
| "—" significa que la canción no fue lanzada o no apareció en la lista. |      |    | Una Historia Para Todos |

"Sencillos Promocionales"
- Sweet Dreams
- This Love
- Sweet Child O´Mine
- I Feel Good
- Amnesia (versión salsa) Ft. Tito Nieves
- Mi Madre
- Como Un Soplo En Un Anillo
- Si Estuvieras Ahí
- Te Has Quedado Para Siempre
- Yo Quiero Morir Aquí

## Premios y nominaciones
| Año  | Premio                 | Trabajo                   | Categoría                                      | Resultado | Ref.             |
| ---- | ---------------------- | ------------------------- | ---------------------------------------------- | --------- | ---------------- |
| 2012 | Premios Shock          | «Amnesia»                 | Mejor Nuevo Artista o Agrupación               | Nominada  | [ 5 ]            |
| 2013 | Grammy Latino          | «Mojito Lite»             | Mejor Nuevo Artista                            | Nominada  | [cita requerida] |
| 2013 | Premios Nuestra Tierra | «Mojito Lite»             | Artista Revelación                             | Nominada  | [cita requerida] |
| 2013 | Premios Shock          | «Si Te Molesta»           | Mejor Agrupación Pop                           | Nominada  | [cita requerida] |
| 2014 | Premios Nuestra Tierra | «Mojito Lite»             | Mejor Artista Del Año                          | Nominada  | [cita requerida] |
| 2014 | Premios Nuestra Tierra | «Una Historia Para Todos» | Mejor Álbum Del Año                            | Nominada  | [cita requerida] |
| 2014 | Premios Nuestra Tierra | «Si Te Molesta»           | Mejor Interpretación Pop Del Año               | Nominada  | [cita requerida] |
| 2014 | Premios Nuestra Tierra | «Mojito Lite»             | Mejor Artista Solo o Grupo Del Año             | Nominada  | [cita requerida] |
| 2014 | Premios Nuestra Tierra | «Mojito Lite»             | Mejor Artista Del Público                      | Nominada  | [cita requerida] |
| 2014 | Premios Nuestra Tierra | «Si Te Molesta»           | Mejor Canción Del Público                      | Nominada  | [cita requerida] |
| 2014 | Premios Nuestra Tierra | «www.mojitolite.com»      | Mejor Página De Internet De Artista Colombiano | Nominada  | [cita requerida] |
| 2014 | Premios Mi Gente       | «Mojito Lite»             | Mejor Artista Revelación                       | Nominado  | [cita requerida] |
| 2014 | Premios Tu Mundo       | «Mojito Lite»             | Dúo O Grupo Favorito                           | Nominado  | [cita requerida] |
| 2014 | Premios Shock          | «Por Si Mañana»           | Mejor Agrupación Pop                           | Nominado  | [ 6 ]            |
| 2015 | Premios Grammy Latinos | «Nada es Demasiado»       | Mejor Álbum Vocal Pop Tradicional              | Nominado  | [ 7 ]            |